# 바브리 마스지드

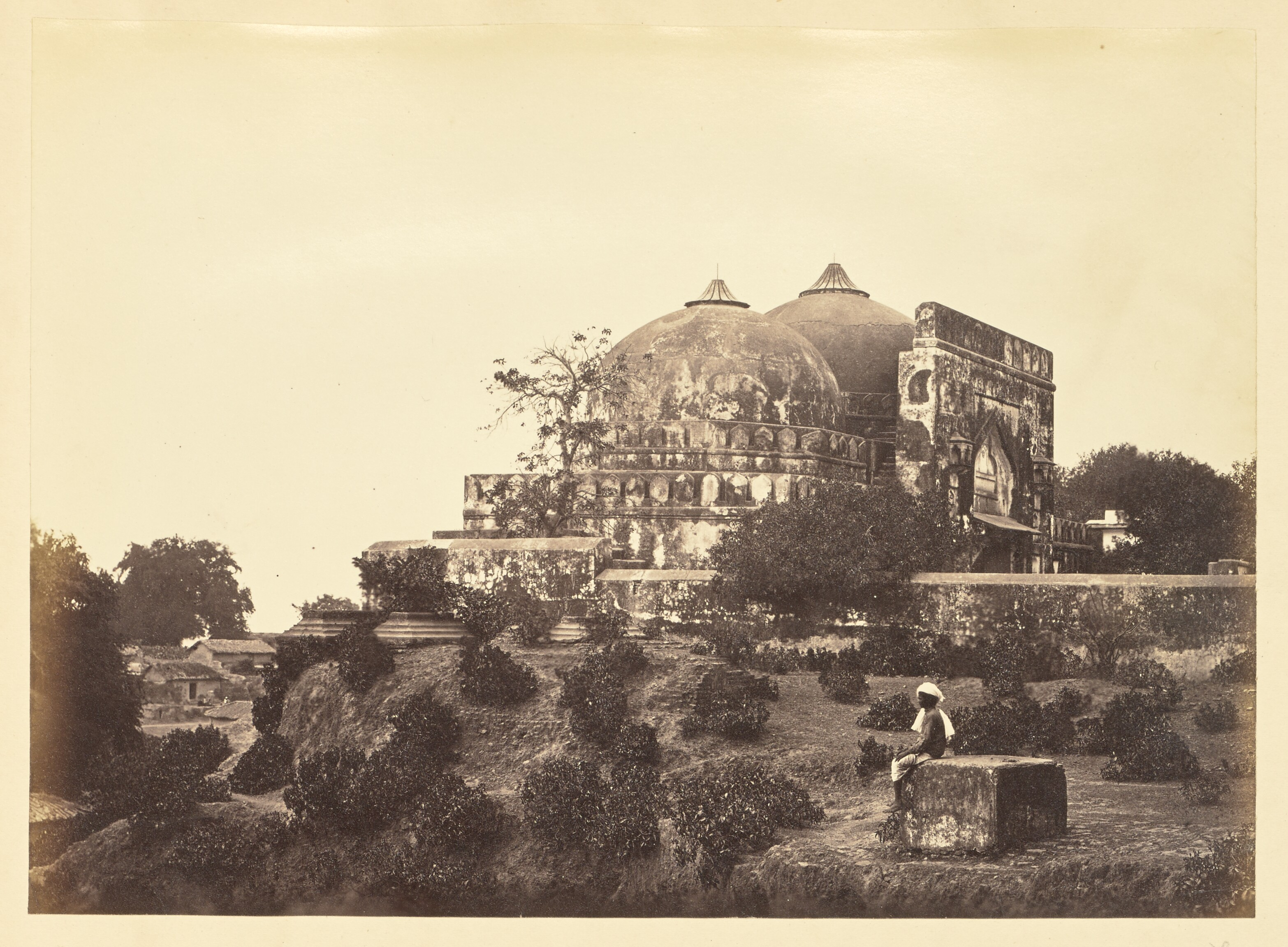
19세기에 사무엘 본이 찍은 바브리 마스지드 사진.

바브리 마스지드(IAST: Bābarī Masjid; '바부르의 모스크')는 인도 우타르프라데시주 아요디아에 있었던 모스크이다. 이 모스크는 힌두교의 주신 중 하나인 라마의 전설적인 탄생지인 람 잔마부미 부지에 지어졌다고 주장되어 왔다. 이것은 19세기부터 힌두교와 이슬람교 공동체 사이의 분쟁의 초점이었다. 모스크의 비문에 따르면, 이 모스크는 무굴 황제 바부르의 지휘관인 미르 바키에 의해 1528년에서 29년 (935AH)에 지어졌다. 1940년대 이전에, 마스지드는 공식적으로 "마스지드-이-잔마스탄(Masjid-i-Janmasthan, 출생지의 모스크)"이라고 알려져 있었다. 모스크는 1992년 인도 아대륙 전역에서 공동체 폭력을 일으켰던 힌두교 민족주의 폭도들에 의해 공격을 받고 파괴되었다.
그 모스크는 람코트("라마의 요새")로 알려진 언덕에 위치해 있었다. 힌두 민족주의자들에 따르면, 바키는 그 장소에 이전에 존재했던 라마의 사원을 파괴했다. 이 사원의 존재는 논란의 여지가 있는 문제이다. 인도 고고학 조사는 알라하바드 고등 법원의 명령에 따라 논쟁의 여지가 있는 장소에 대한 발굴을 실시했다. 발굴 기간은 법정 시간 제약으로 인해 15일 동안만 지속되었다. 발굴 보고서는 모스크의 유적 아래에 "북인도 사원과 관련하여 발견된 독특한 특징들인 유적들을 나타낸다"는 "거대한 구조물"의 유적이 있다고 결론지었지만, 그 구조물이 바브리 마스지드의 건설을 위해 특별히 철거되었다는 증거는 발견하지 못했다. 그 보고서는 일부 다른 고고학자들이 그 보고서의 결과에 이의를 제기하는 등 찬사와 비난을 동시에 받았다.
19세기를 기점으로 이슬람 사원을 둘러싸고 힌두교도와 무슬림들 사이에 여러 갈등과 법정 분쟁이 발생하였다. 1949년 라마와 시타의 우상이 모스크 내부에 배치되었고, 이후 정부는 더 이상의 분쟁을 피하기 위해 건물을 잠갔다. 힌두교도와 무슬림 모두 접근을 요청하는 법원 소송이 제기되었다.
1992년 12월 6일, 비슈바 힌두 파리샤드에 속한 대규모 힌두 활동가 집단과 연합 단체가 모스크를 철거했고, 이로 인해 인도 대륙 전역에서 폭동이 일어나 약 2,000~3,000명이 사망했다.
2010년 9월 알라하바드 고등법원은 모스크가 라마의 생가로 추정되는 장소에 지어졌다는 주장을 지지하고 라마 사원 건설을 위한 중앙 돔 부지를 수여했다. 무슬림들에게도 모스크 건설을 위한 부지의 3분의 1 면적을 수여했다. 이 결정은 이후 대법원의 모든 당사자들에 의해 항소되었으며, 5명의 판사 판사 판사는 2019년 8월부터 10월까지 타이틀 소송을 심리했다. 2019년 11월 9일 대법원은 하급심의 판결을 파기하고 전체 부지(1.1 헥타르 또는 2+3 ⁄ 4 에이커)를 힌두 사원 건설을 위한 신탁에 넘기라고 명령했다. 정부는 또한 1992년 철거된 바브리 마스지드를 대체하기 위해 우타르프라데시 수니파 중앙 와크프 위원회에 2헥타르(5에이커)의 대체 부지를 주도록 명령했다. 정부는 원래의 바브리 마스지드 부지로부터 도로로 18킬로미터(11마일) 떨어진 단니푸르 마을에 부지를 할당했다. 무함마드 빈 압둘라 마스지드 건설은 2021년 1월 26일에 시작되었다.

## 같이 보기
- 아요디아 분쟁
- 람 만디르